# Временное правительство Демократической Федеративной Югославии
Временное правительство Демократической Федеративной Югославии (сербохорв. Привремена влада Демократске Федеративне Југославије / Privremena vlada Demokratske Federativne Jugoslavije) — коалиционное правительство Демократической Федеративной Югославии, образованное деятелями Национального комитета по освобождению Югославии и королевского правительства Югославии в изгнании. Действовало с 7 марта 1945 до 11 ноября 1945, когда в Югославии прошли послевоенные выборы. Главой правительства был Иосип Броз Тито, верховный главнокомандующий Народно-освободительной армии Югославии и генеральный секретарь Коммунистической партии Югославии.

## История
Идею создания послевоенного переходного правительства выдвигали Иосип Броз Тито и Иван Шубашич, премьер-министр югославского правительства в изгнании, до войны глава Хорватской бановины. После подписания Висского соглашения в июне 1944 года об объединении усилий монархистов и коммунистов, Тито нанёс визит в Москву с 21 по 28 сентября 1944, где был принят Иосифом Сталиным и обсудил вопросы об объединении всех антифашистских сил. При поддержке Уинстона Черчилля и Иосифа Сталина 1 ноября 1944 Тито заключил Белградское соглашение с монархистами о переходном правительстве.
7 декабря 1944 при подписании договора были даны гарантии ряду политических партий и ратифицированы законодательные акты Антифашистского вече как часть законодательства будущей Югославии. Пётр II Карагеоргиевич, который не присутствовал на переговорах, был недоволен: его интересы представляли всего три человека и не дали ему полной возможности ознакомления с документами. 16 февраля 1945, после Ялтинской конференции правительство Шубашича прибыло в Белград. Пётр II после уговоров 2 марта назначил своими представителями в правительстве Срджана Будисавлевича, Анте Мандича и Душана Сернеца, а через три дня произошла отставка и королевского, и коммунистического правительств Югославии.
7 марта 1945 начал свою работу новый кабинет министров. 9 марта вечером на Радио Белграда Иосип Броз Тито зачитал Декларацию, утверждённую новым правительством. В Белграде кто-то вскоре сжёг здание редакции журнала «Демократия», и вскоре в городах страны начались споры по поводу легитимности такого правительства. Шубашич был особенно недоволен тем, что Службе национальной безопасности Югославии, контрразведывательному подразделению НОАЮ, почти полностью развязали руки. После Грола в отставку подал Юрай Шутей. Шубашич, который не признавал политический курс коммунистических министров, 8 октября 1945 оставил пост министра иностранных дел.
11 ноября 1945 правительство было распущено по причине проведения общенациональных выборов, на которых победу одержала Коммунистическая партия Югославии.

## Состав
| Должность                             | Портрет | Имя                   | Сторона                                                  |
| ------------------------------------- | ------- | --------------------- | -------------------------------------------------------- |
| Премьер-министр, министр обороны      |         | Иосип Броз Тито       | НКОЮ                                                     |
| Заместитель премьер-министра          |         | Милан Гроль           | Королевское правительство (в отставке с 18 августа 1945) |
| Заместитель премьер-министра          |         | Эдвард Кардель        | НКОЮ                                                     |
| Министр иностранных дел               |         | Иван Шубашич          | Королевское правительство (в отставке с 8 октября 1945)  |
| Министр без портфеля                  |         | Йосип Смодлака        | НКОЮ                                                     |
| Министр без портфеля                  |         | Юрай Шутей            | Королевское правительство (в отставке с 18 августа 1945) |
| Министр финансов                      |         | Сретен Жуйович        | НКОЮ                                                     |
| Министр связи                         |         | Драго Марушич         | Королевское правительство                                |
| Министр юстиции                       |         | Фране Фрол            | НКОЮ                                                     |
| Министр внутренних дел                |         | Влада Зечевич         | НКОЮ                                                     |
| Министр транспорта                    |         | Тодор Вуясинович      | НКОЮ                                                     |
| Министр промышленности                |         | Андрия Хебранг        | НКОЮ                                                     |
| Министр внешней торговли              |         | Никола Петрович       | НКОЮ                                                     |
| Министр образования                   |         | Владислав С. Рибникар | НКОЮ                                                     |
| Министр информации                    |         | Сава Косанович        | Королевское правительство                                |
| Министр народного здравоохранения     |         | Златан Сремец         | Королевское правительство                                |
| Министр горной промышленности         |         | Бане Андреев          | НКОЮ                                                     |
| Министр сельского хозяйства           |         | Васо Чубрилович       | НКОЮ                                                     |
| Министр лесного хозяйства             |         | Сулейман Филипович    | НКОЮ                                                     |
| Министр социальной политики           |         | Антон Кржишник        | НКОЮ                                                     |
| Министр колонизации                   |         | Сретен Вукосавлевич   | НКОЮ                                                     |
| Министр строительства                 |         | Стева Зечевич         | НКОЮ                                                     |
| Министр по делам Словении             |         | Эдвард Коцбек         | НКОЮ                                                     |
| Министр по делам Сербии               |         | Яша Проданович        | НКОЮ                                                     |
| Министр по делам Боснии и Герцеговины |         | Родолюб Чолакович     | НКОЮ                                                     |
| Министр по делам Черногории           |         | Милован Джилас        | НКОЮ                                                     |
| Министр по делам Македонии            |         | Эмануель Чучков       | НКОЮ                                                     |
| Министр по делам Хорватии             |         | Павле Грегорич        | НКОЮ                                                     |
| Представитель короля                  |         | Срджан Будисавлевич   | Королевское правительство                                |
| Представитель короля                  |         | Анте Мандич           | Королевское правительство                                |
| Представитель короля                  |         | Душан Сернец          | НКОЮ                                                     |